# Fallende Blätter
Fallende Blätter (Originaltitel: Kuolleet lehdet, internationaler Titel: Fallen Leaves) ist ein finnischer Spielfilm von Aki Kaurismäki aus dem Jahr 2023. Die Tragikomödie handelt von zwei einsamen Menschen, die sich zufällig begegnen und versuchen, ihre erste, einzige und letzte Liebe zu finden. Die Hauptrollen übernahmen Alma Pöysti und Jussi Vatanen. Das Werk bildet den Abschluss von Kaurismäkis sogenannter proletarischer Reihe und wurde beim Internationalen Filmfestival von Cannes im Mai 2023 uraufgeführt.

## Handlung
Ansa und Holappa wohnen beide in Helsinki und begegnen einander in einer Karaoke-Bar, wohin sie eine Freundin und er einen Freund begleitet. Sie sind schon im mittleren Alter und leben in einfachen Verhältnissen von Tätigkeiten am unteren Ende der sozialen Skala: Ansa verrichtet zunächst auf Basis eines Null-Stunden-Vertrags monotone Tätigkeiten in einem Supermarkt: an der Kasse, als Regalbetreuerin und beim Wegwerfen abgelaufener Lebensmittel. Sie wird fristlos entlassen, als nach dem Hinweis des Ladendetektivs in ihrer Tasche ein abgelaufenes Sandwich entdeckt wird, das für den Müll bestimmt gewesen wäre. Danach findet sie Arbeit als Tellerwäscherin in einer Bar, doch bevor sie ihren ersten Lohn erhält, wird der Barbetreiber wegen Drogenhandels verhaftet. Schließlich ist sie in einem Stahlwerk beschäftigt. Später nimmt sie einen streunenden Hund auf, der sonst eingeschläfert würde. Holappa arbeitet auf einer Baustelle, lebt in einer Gemeinschaftsunterkunft der Bauarbeiter und hat ein Alkoholproblem. Als er aufgrund mangelnder Sicherheitsvorkehrungen einen Arbeitsunfall erleidet und sich herausstellt, dass er nicht nüchtern war, wird er entlassen – denn das kommt für den Chef billiger als der unfallbedingte Arbeitsausfall. Auch auf anderen Baustellen wird er aufgrund seines Alkoholkonsums entlassen, zeitweise ist er obdachlos. 
Langsam entwickelt sich eine Beziehung zwischen den beiden, auch wenn er am Anfang ihre Telefonnummer verliert und daraufhin versucht, sie vor dem Kino, in dem sie gemeinsam einen Zombiefilm angeschaut hatten (nämlich Jim Jarmuschs The Dead Don’t Die), wieder anzutreffen, was schließlich auch gelingt. Ihr zuliebe hört er mit dem Trinken auf. Doch als sie sich wieder verabreden, wartet sie vergeblich auf ihn. Später erfährt sie, dass er auf dem Weg zu ihr von einer Straßenbahn überfahren wurde und im künstlichen Koma liegt. Sie besucht ihn regelmäßig, bis er eines Tages wieder aufwacht. Der Film endet damit, dass sie gemeinsam über einen großen Rasen  gehen, während das Chanson Les feuilles mortes erklingt.
Im Laufe des Films schalten Ansa und Holappa immer wieder das Radio ein, und jedes Mal ertönen daraus Nachrichtenfetzen über Massaker, Todesopfer und Verletzte im Ukraine-Krieg.

## Hintergrund

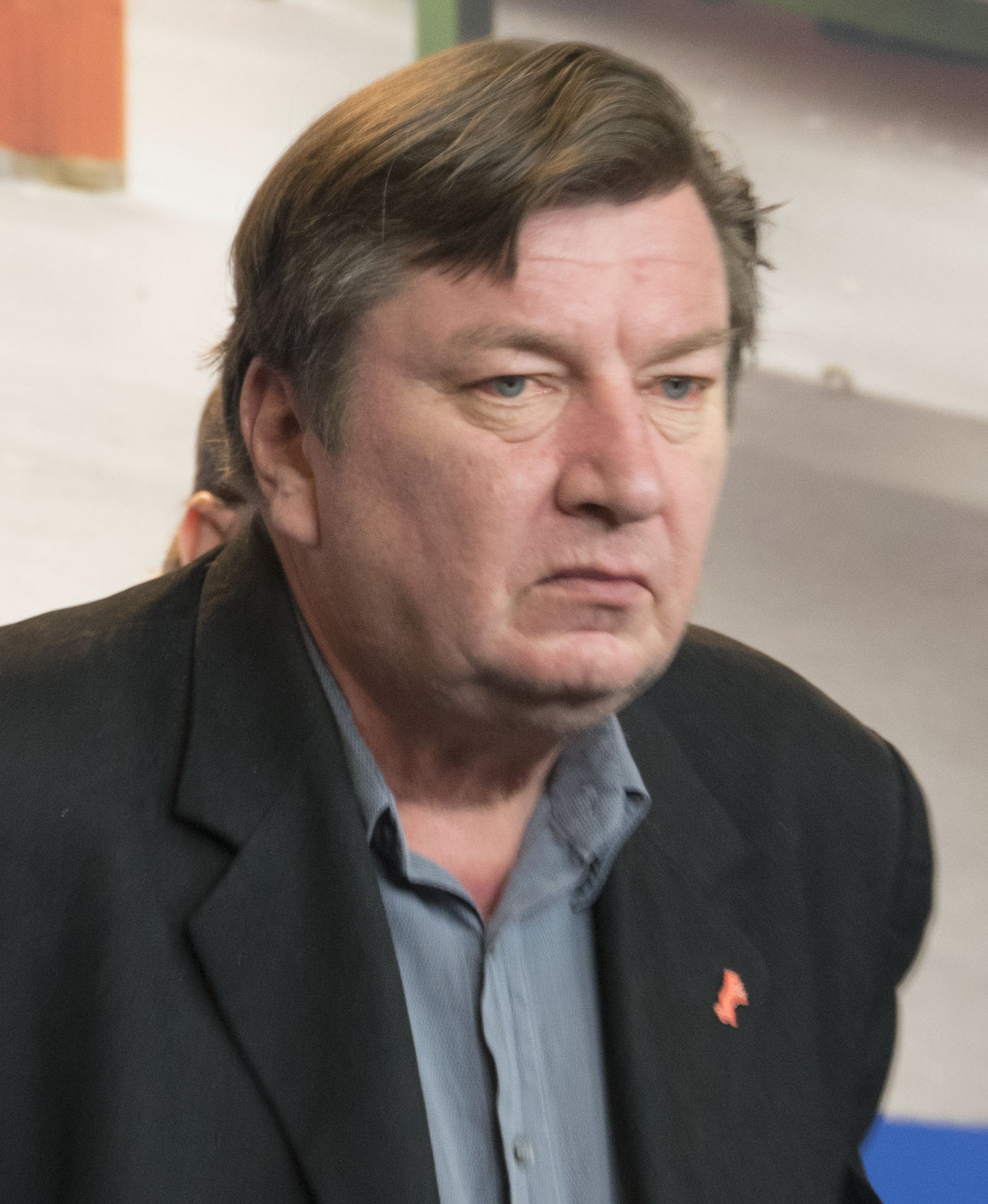
Aki Kaurismäki (2017)

Fallende Blätter (ursprünglicher internationaler Titel: Dead Leaves) ist der 20. Spielfilm des finnischen Regisseurs und Drehbuchautors Aki Kaurismäki. Das Werk bildet den Abschluss seiner sogenannten proletarischen Reihe, die er mit Schatten im Paradies (1986), Ariel (1988) und Das Mädchen aus der Streichholzfabrik (1990) begonnen hatte und die ursprünglich als Trilogie angelegt war. Der Titel nimmt Bezug auf das französische Chanson Les feuilles mortes von Joseph Kosma und Jacques Prévert. Die Hauptrollen übernahmen die finnischen Darsteller Alma Pöysti und Jussi Vatanen. Beide arbeiteten das erste Mal mit Kaurismäki zusammen. Für Kamera und Schnitt vertraute er auf seine alten Weggefährten Timo Salminen und Samu Heikkilä. Die Dreharbeiten fanden in Helsinki statt.
Der Film wurde von Kaurismäkis Filmgesellschaft Sputnik produziert. Ebenfalls waren die Produzenten Misha Jaari und Mark Lwoff (Bufo) und die deutsche Pandora Film beteiligt. Als Koproduzenten konnten Yleisradio, ZDF und Arte gewonnen werden. Unterstützt wurde das Projekt auch von der Finnish Film Foundation.

## Veröffentlichung und Rezeption
Die Premiere des Films erfolgte am 22. Mai 2023 beim Filmfestival von Cannes, wo das Werk eine Einladung zum internationalen Wettbewerb um die Goldene Palme erhielt.
In Deutschland brachte Pandora den Film am 14. September 2023 ins Kino. Die Band Maustetytöt, die im Film mit dem Lied Syntynyt suruun ja puettu pettymyksin auftritt, spielte im Zuge der Promo-Tour für den Film seitens Pandora Film vom 11. bis 15. September 2023 ihre ersten Konzerte außerhalb von Finnland. Die Band spielte nach der OmU-Filmvorführung jeweils ein Konzert im Kinosaal, das erste im Kino Odeon in Köln.
Ein regulärer Kinostart in Frankreich war ab 20. September 2023 unter dem Titel Les feuilles mortes im Verleih von Diaphana Distribution geplant. Im Herbst soll Kuolleet lehdet auch in Finnland im Verleih von B-Plan veröffentlicht werden. Um die weltweiten Verwertungsrechte kümmert sich das Unternehmen The Match Factory.
Im internationalen Kritikerspiegel des Branchenmagazins Screen International erhielt Kaurismäkis Regiearbeit 3,2 von 4 möglichen Sternen und belegte den ersten Platz unter allen Wettbewerbsfilmen. In einem rein französischen Kritikerspiegel des Online-Magazins Le film français traute nur einer von 15 Rezensenten Fallende Blätter den Gewinn der Goldenen Palme zu (Marcos Uzal von der Filmzeitschrift Cahiers du cinéma). Der amerikanische Branchendienst IndieWire listete den Film auf Platz drei seiner möglichen Palmen-Anwärter.
Von den auf der Website Rotten Tomatoes nach der Premiere aufgeführten über 40 Kritiken sind 98 Prozent positiv („fresh“). Dies führt zu einer Durchschnittswertung von 8,3 von 10 möglichen Punkten. Nach Meinung der Rezensenten sei das Werk „eine skurrile Geschichte über unglückliche Liebende und ein lebensbejahendes Juwel“ von Kaurismäki. Auf der Website Metacritic erhielt der Film eine Bewertung von 79 von 100 möglichen Punkten, basierend auf weniger als zehn ausgewerteten englischsprachigen Kritiken. Dies entspricht allgemein positiven Rezensionen („Generally favorable“).
Im August 2023 war Fallende Blätter als finnischer Gastbeitrag unter dem Label „eigenwillig“ beim 19. Festival des Deutschen Films in Ludwigshafen am Rhein zu sehen.

## Auszeichnungen
Für Fallende Blätter erhielt Kaurismäki seine fünfte Einladung zum Wettbewerb um die Goldene Palme, den Hauptpreis des Filmfestivals. Der Film erhielt den Preis der Jury zuerkannt. Weitere Einladungen zu Programmen internationaler Festivals sowie Filmpreise folgten. Auch wurde Fallende Blätter als finnischer Kandidat für den Oscar 2024 in der Kategorie Bester internationaler Film ausgewählt. Im Dezember 2023 gelangte das Werk auf die Oscar-Shortlist der aus Sicht der Academy of Motion Picture Arts and Sciences (AMPAS) 15 besten Beiträge.
| Festival / Filmpreis (Auswahl)                   | Kategorie                                      | Resultat  | Preisträger/ Nominierte                                   |
| ------------------------------------------------ | ---------------------------------------------- | --------- | --------------------------------------------------------- |
| Alliance of Women Film Journalists Awards 2024   | Bester internationaler Film                    | Nominiert | k. A.                                                     |
| British Independent Film Awards 2023             | Bester internationaler Independentfilm         | Nominiert | Aki Kaurismäki, Misha Jaari, Mark Lwoff, Reinhard Brundig |
| Filmfestival von Cannes 2023                     | Goldene Palme – Bester Film                    | Nominiert | Aki Kaurismäki                                            |
| Filmfestival von Cannes 2023                     | Preis der Jury                                 | Gewonnen  | Aki Kaurismäki                                            |
| Filmfestival von Chicago 2023                    | Gold Hugo – Bester Film                        | Nominiert | Aki Kaurismäki                                            |
| Filmfestival von Chicago 2023                    | Silver Hugo – Beste Hugo                       | Gewonnen  | Aki Kaurismäki                                            |
| Europäischer Filmpreis 2023                      | Bester Film                                    | Nominiert | Aki Kaurismäki                                            |
| Europäischer Filmpreis 2023                      | Beste Regie                                    | Nominiert | Aki Kaurismäki                                            |
| Europäischer Filmpreis 2023                      | Bestes Drehbuch                                | Nominiert | Aki Kaurismäki                                            |
| Europäischer Filmpreis 2023                      | Beste Darstellerin                             | Nominiert | Alma Pöysti                                               |
| Europäischer Filmpreis 2023                      | Bester Darsteller                              | Nominiert | Jussi Vatanen                                             |
| Golden Globe Awards 2024                         | Beste Hauptdarstellerin – Komödie oder Musical | Nominiert | Alma Pöysti                                               |
| Golden Globe Awards 2024                         | Bester fremdsprachiger Film                    | Nominiert | Finnland                                                  |
| London Critics’ Circle Film Awards 2024          | Bester fremdsprachiger Film                    | Nominiert | k. A.                                                     |
| Manaki Brothers Film Festival 2023               | Beste Kamera                                   | Nominiert | Timo Salminen                                             |
| Filmfestival von Miskolc 2023 (Jameson CineFest) | Emeric-Pressburger-Preis – Bester Film         | Nominiert | Aki Kaurismäki                                            |
| Filmfestival von Miskolc 2023 (Jameson CineFest) | Adolph-Zukor-Preis – Bester Film               | Gewonnen  | Aki Kaurismäki                                            |
| Filmfest München 2023                            | ARRI/Osram Award – Bester internationaler Film | Nominiert | Aki Kaurismäki                                            |
| Filmfest München 2023                            | Publikumspreis                                 | Gewonnen  | Aki Kaurismäki                                            |
| Filmfestival von Nashville 2023                  | Großer Preis der Jury – Bester Spielfilm       | Nominiert | Aki Kaurismäki                                            |
| National Board of Review Awards 2023             | Top Five internationale Filme                  | Gewonnen  | k. A.                                                     |
| National Society of Film Critics Awards 2024     | Bester fremdsprachiger Film                    | Gewonnen  | k. A.                                                     |
| Online Film Critics Society Awards 2024          | Bester fremdsprachiger Film                    | Nominiert | k. A.                                                     |
| Filmfestival von San Sebastián 2023              | Grand Prix de la FIPRESCI – Bester Film        | Gewonnen  | Aki Kaurismäki                                            |
| Satellite Awards 2023                            | Bester fremdsprachiger Film                    | Nominiert | k. A.                                                     |
| Satellite Awards 2023                            | Beste Hauptdarstellerin – Komödie oder Musical | Nominiert | Alma Pöysti                                               |
| Filmfestival von Sydney 2023                     | Bester Film                                    | Nominiert | Aki Kaurismäki                                            |
| Toronto Film Critics Association Awards 2023     | Bester internationaler Film                    | Gewonnen  | k. A.                                                     |